# Rosana Conrado Lopes
 Rosana Conrado Lopes (1966) es una botánica, profesora, y palinóloga brasileña, que trabaja extensamente en taxonomía de polenes, y en estudios morfológicos y taxonómicos en la familia Herreriaceae. Y realiza actividades académicas en la Universidad Federal de Río de Janeiro, en el Departamento de Botánica, de la cual es jefa de Departamento.

## Algunas publicaciones
- juliana magalhães Alvarez, rosana conrado Lopes, ieda maria Bortolotto. 2008. The Ethnobotany of Herreria montevidensis Klotzsch ex Griseb. – Herreriaceae, in Corumbá, Brazil. Economic Botany 62 ( 2): 187-191

- rosana conrado Lopes, regina helena potsch Andreata. 2007. Clara Kunth (Herreriaceae): novo posicionamento taxonômico para o gênero. Editor Herbarium Bradeanum, 4 pp.

- ----------------------------. 1999. Ebenaceae Vent. do Estado do Rio de Janeiro. Rodriguésia 50 (76/77): 85-107 resumen en línea Art. en línea

- ----------------------------. 1996. Diospyros Dalech. ex L. (Ebenaceae) do estado do Rio de Janeiro. Editor Univ. Federal do Rio de Janeiro, Museu Nacional, 142 pp.

## Honores
- Jurado categoría Extensión, Premio Luísa Pinho Sartori[7]

Miembro de
- Sociedad Botánica de Brasil, y su Directora regional[8]
- La abreviatura «R.C.Lopes» se emplea para indicar a Rosana Conrado Lopes como autoridad en la descripción y clasificación científica de los vegetales.[9]